# Paraegle digramma
Paraegle digramma är en fjärilsart som beskrevs av Charles Boursin 1961. Paraegle digramma ingår i släktet Paraegle och familjen nattflyn. Inga underarter finns listade i Catalogue of Life.